# Station Rosny-sur-Seine
Station Rosny-sur-Seine is een spoorwegstation aan de spoorlijn Paris-Saint-Lazare - Le Havre. Het ligt in de Franse gemeente Rosny-sur-Seine in het departement Yvelines (Île-de-France).

## Ligging
Het station ligt op kilometerpunt 62,752 van de spoorlijn Paris-Saint-Lazare - Le Havre.

## Treindienst
| Serie   | Treinsoort        | Route | Bijzonderheden |
| ------- | ----------------- | --- | -------------- |
| C 1     | TER (SNCF)        | Paris-Saint-Lazare – Rosny-sur-Seine – Vernon - Giverny – Rouen-Rive-Droite |                |
| Trans J | Transilien (SNCF) | Paris Saint-Lazare – [ Argenteuil – [ Ermont - Eaubonne ] / [ Cormeilles-en-Parisis – Conflans-Sainte-Honorine – [ Pontoise – Boissy-l'Aillerie – Gisors ] / [ Mantes-la-Jolie ] ] ] / [ Les Mureaux – Mantes-la-Jolie – Rosny-sur-Seine – Vernon - Giverny ] |                |

| Richting         | Vorig station | Lijn    | Volgend station | Richting                        |
| ---------------- | ------------- | ------- | --------------- | ------------------------------- |
| Vernon - Giverny | Bonnières     | Trans J | Mantes-la-Jolie | Paris Saint-Lazare (via Poissy) |